# 2- برومو-1-كلورو البروبان
2-برومو-1-كلوروبروبان مركب كيميائي له الصيغة C3H6BrCl، عبارة عن هاليد الألكيل. ويمتلك هذا المركب البسيط مركز كيرالي «ذو تماثل مرآوي» ويستخدم في بعض الأحيان لتحديد فصل المتقابلات الضوئية "المتماثلات الصورية" (Enantiomeric) بالطرق الكروماتوجرافية البسيطة .